# Robinsonia incompleta
Robinsonia incompleta là một loài bướm đêm thuộc phân họ Arctiinae, họ Erebidae.